# Um Amor Infinito
Um Amor Infinito è il settimo album in studio del gruppo Madredeus, pubblicato nel 2004.

## Tracce
1. O Luz Da Alegria – 4:30
2. Cantador Da Noite – 4:17
3. Uma Estátua – 7:38
4. Um Amor Infinito – 5:08
5. Palavras Ausentes – 4:44
6. Vislumbrar: O Canto Encantado – 4:51
7. Moro Em Lisboa – 4:09
8. Os Males Do Mundo – 5:47
9. Ao Crepúsculo – 6:39
10. O Olival: A Passo, A Trote e a Galope – 5:10
11. Reflexos de Ouro – 5:01
12. Suave Tristeza – 5:37
13. Ás Vezes – 5:50